# Східний регіон (Мальта)
Східний регіон (мальт. Malta Xlokk) — колишній регіон Мальти, що існував в період 1993—2009 років. Знаходиться на острові Мальта, та межував з Північно-західним регіом Мальти. Названий на честь вітру сироко (мальт. Xlokk).
Регіон був створений Законом про місцеві ради від 30 червня 1993 року і був включений до конституції в 2001 році. Скасований законом № XVI від 2009 року, що поділив регіон на південний та південно-східний.